# Bergbeek
El Bergbeek és un riu a la província de Flandes Occidental de Bèlgica que neix al lloc dit Zandberg a Oedelem, un nucli de Beernem i que desemboca al Sint-Trudoledeken al nucli d'Assebroek a Brugge.

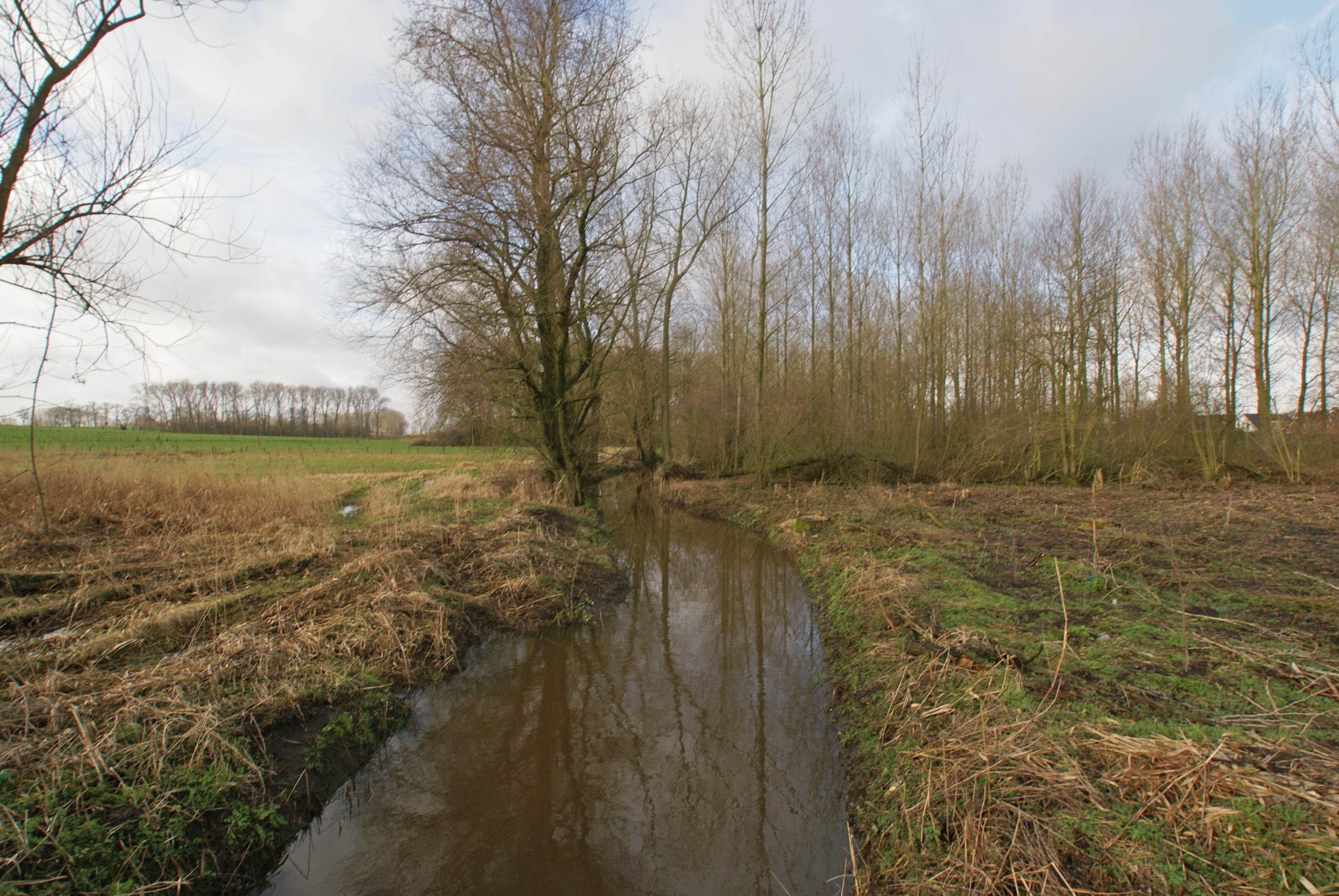
El Bergbeek al carrer Sijsele Straat, mirant cap a l'est

En certes mapes el Bergbeek i el Meersbeek s'indiquen ambdós amb el nom de Sint-Trudoledeken, però localment i a altres mapes Sint-Trudoledeken només s'utilitza per a indicar la part des de la confluència.
El seu nom Bergbeek, que significa riu de la muntanya pot sorprendre per qui coneix el paisatge pla de la regió. Prové d'una resta d'una cuesta formada al terciari força erosionada. Al darrere edat glacial, el vent del mar del nord va deposar sorra a les depressions als quals els rius van formar el seu llit. Aquesta elevació llarga que culmina a 28 metres molt visible és un munt per qui viu a la planura. Parts de la vall formen una reserva natural on a la primavera plantes rares floreixen: gatassa, anemone nemorosa, adoxa moschatellina, prímula acaule i la raríssima sanicula europaea.
A la vall del Bergbeek poc urbanitzada hi ha diverses rutes senyalitzades per caminants i ciclistes.

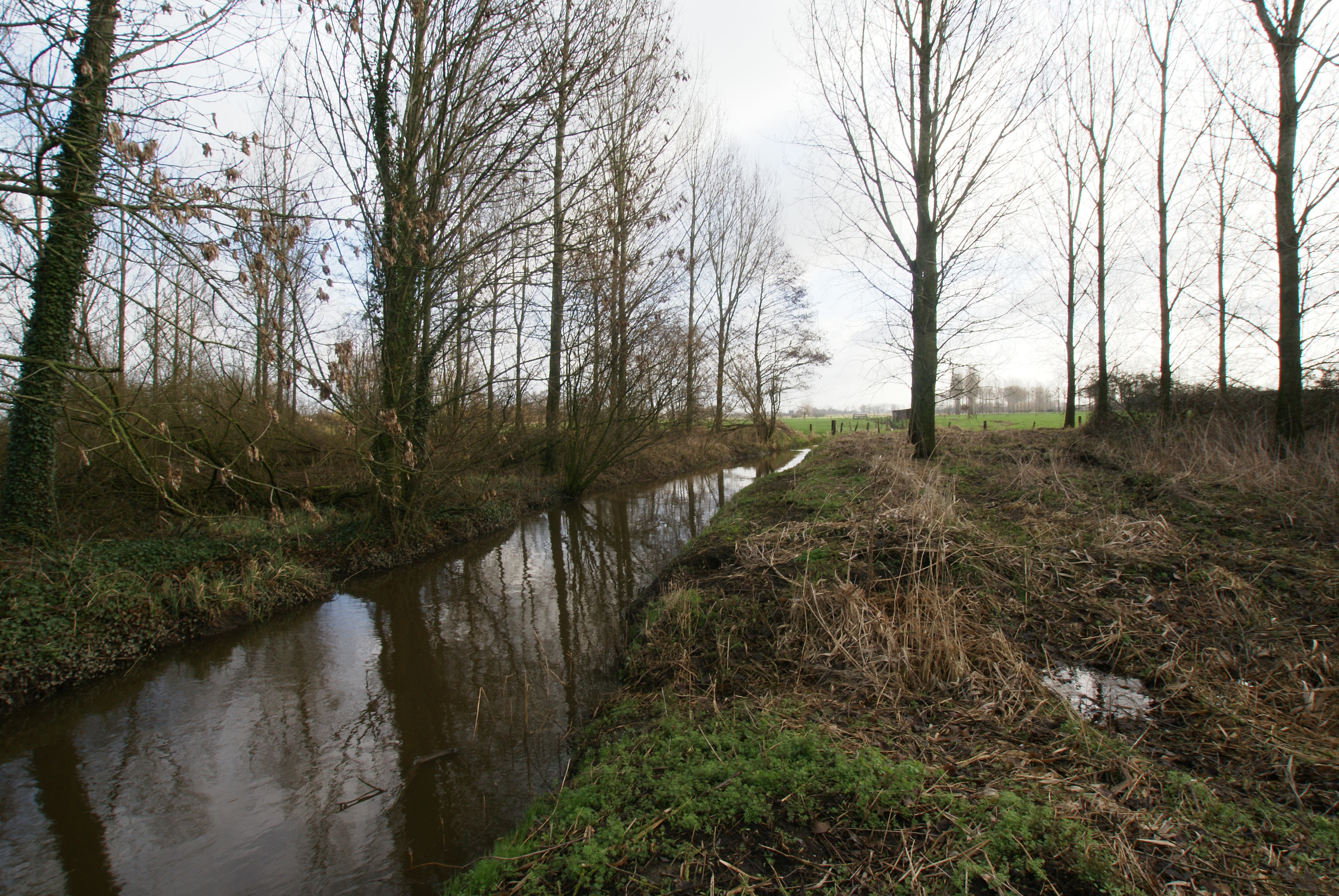
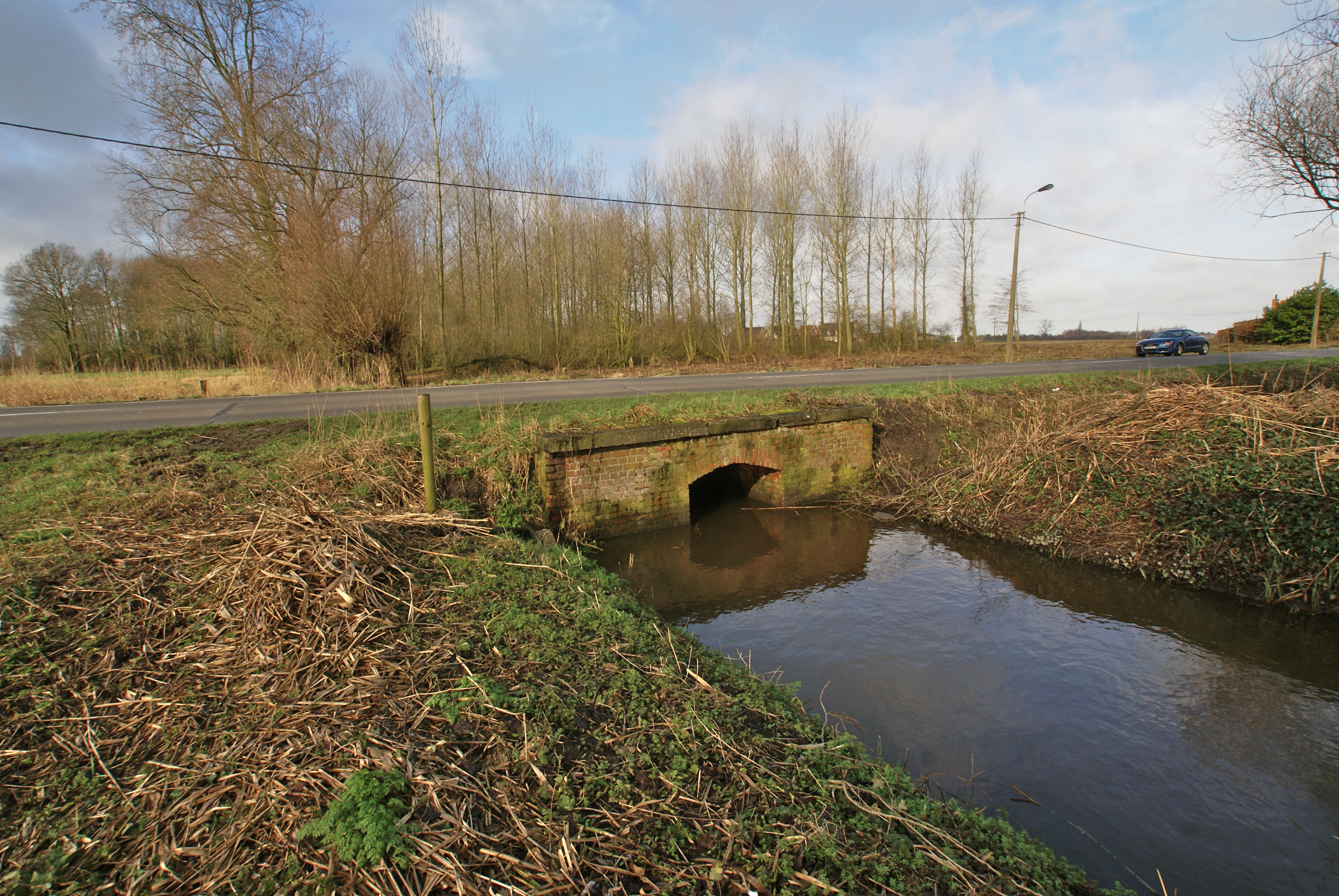
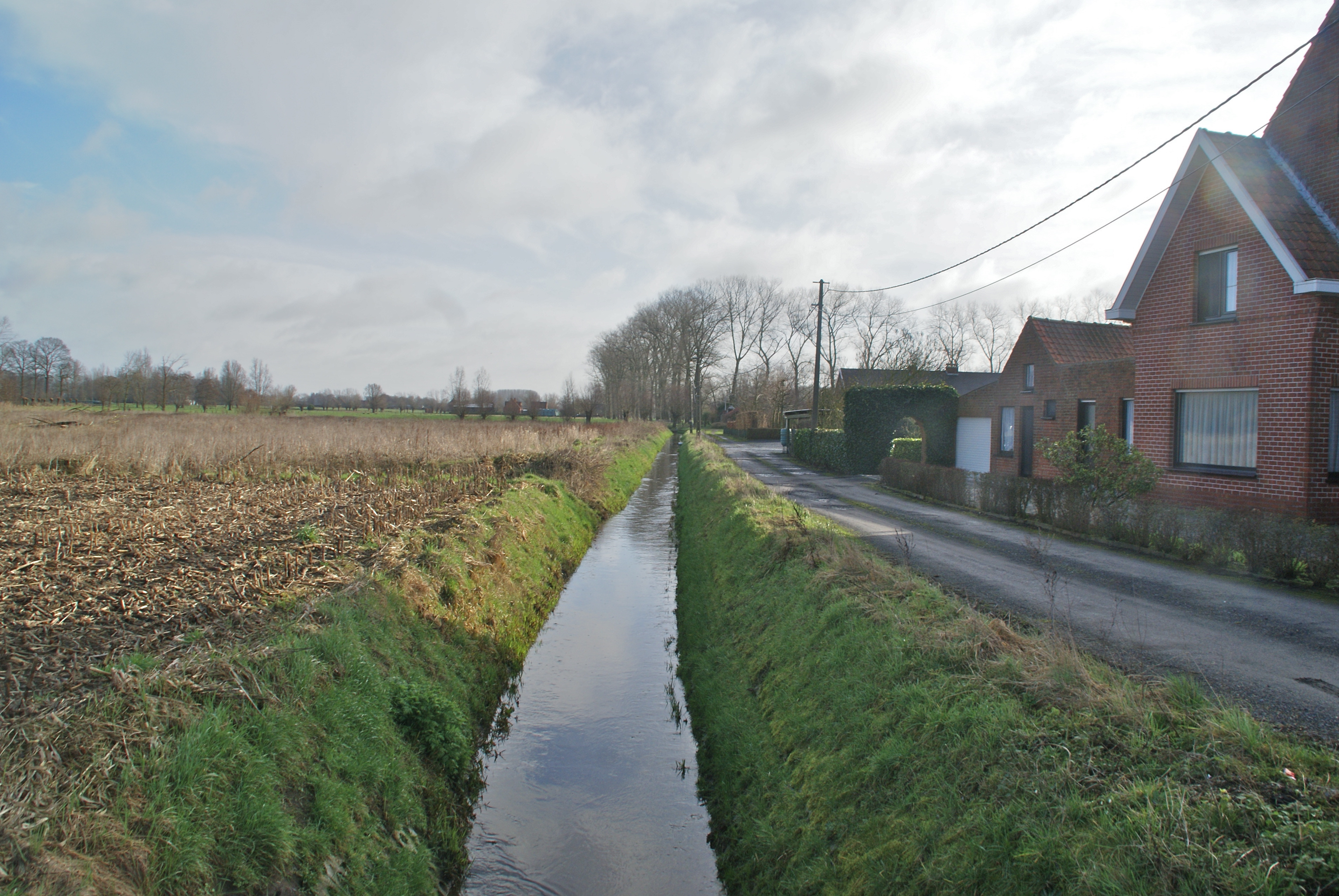
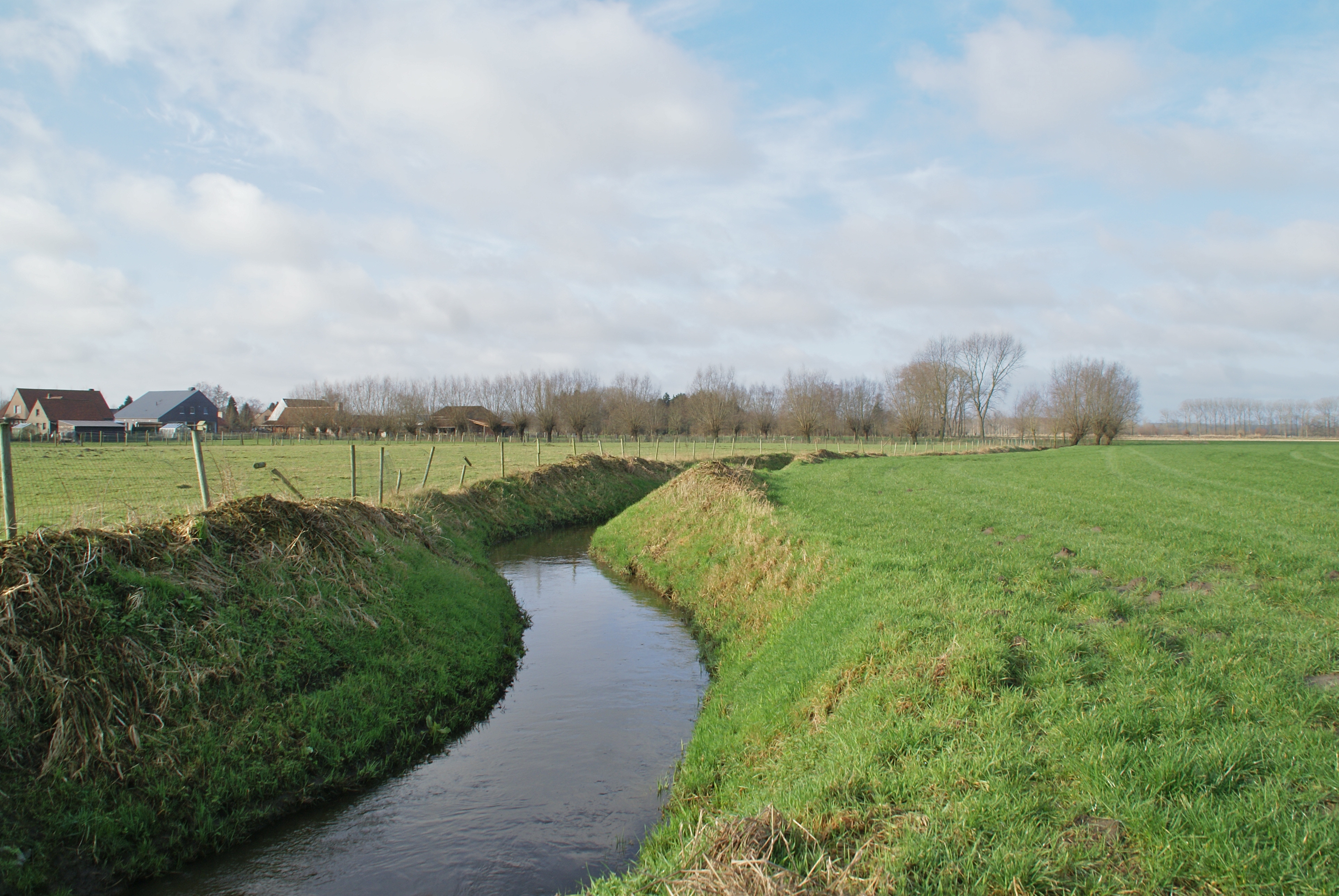